# البنك اليمني للإنشاء والتعمير
البنك اليمني للإنشاء والتعمير تأسس البنك اليمني للإنشاء والتعمير في صنعاء، في الجمهورية اليمنية، كشركة مساهمة عامة، في الثامن والعشرون من أكتوبر عام 1962م برأس مال محلي قدره 10,000,000 عشرة ملايين ريال يمني بملكية مختلطة بين حكومة الجمهورية اليمنية بنسبة 51 % والقطاع الخاص بنسبة 49 % من رأس المال المدفوع لكل منهما.قام البنك ومنذ انشاؤه بعمل البنك المركزي حتى بداية السبعينات وحتى تم إنشاء وتأسيس البنك المركزي اليمني فقد قام بكافة المهام والمسؤوليات المتعلقة بالبنك المركزي.

## إسهامات البنك
كان للبنك اليمني للإنشاء والتعمير الدور الأساسي في إنشاء العديد من المؤسسات للشركات وكانت عاملاً مساعداً في تأسيس البنية الاقتصادية للدولة.
1. حيث قام بتأسيس مؤسسة الكهرباء حولت فيما بعد مؤسسة عامة.
2. حيث قام بتأسيس المؤسسة العام للتجارة الخارجية.
3. حيث قام بتأسيس الشركة اليمنية للطباعة والنشر.
4. حيث قام بتأسيس الشركة اليمنية للأدوية.
5. حيث قام بتأسيس شركة التبغ والكبريت الوطنية.
6. حيث قام بتأسيس شركة مأرب للتأمين.
7. حيث قام بتأسيس شركة المخاء للزراعة.
8. حيث قام بتأسيس الشركة للتعمير والاستثمار والتمويل.
9. حيث قام بتأسيس بنك اليمن والكويت.
10. حيث قام بتأسيس بنك اليمن الدولي

## أهم الخدمات المصرفية التي يقدمها البنك لعملائه
- تقدم التسهيلات المباشرة الخاصة بتمويل كافة الأنشطة التجارية سواء المتعلقة بالنشاط المحلي أو الخارجي.
- تقديم التسهيلات الائتمانية أو القروض لمختلف القطاعات التجارية سواء كان جملة أو تجزئة أو غيره.
- قبول الودائع بالريال اليمني والعملات الاجنبيه .
- بيع وشراء العملات الاجنبيه .
- تحويلات نقديه فوريه من خلال شبكة السويفت الدوليه .
- تحويلات واستقبال الاموال عبر ويسترن يونيون .
- تقديم خدمة تحويل الاموال عبر خدمة سبيد كاش
- تحصيل الشيكات .
- تمويل المشروعات والسلع الاستراتيجية كالقمح والسكر والمواد الغدائية الأخرى.
- تمويل عمليات التجارة الخارجيه .
- فتح الاعتمادات المستنديه بمختلف أنواعها.
- إصدار خطابات الضمان بمختلف أنواعها ولكافة القطاعات.
- تقديم القروض لكافة قطاعات المجتمع زراعية ـ صناعية - اسكان ـ اجتماعية والقروض استهلاكية.
- إصدار الشيكات.
- تقديم خدمة فيزا كارت وماستر كارد
- تمويل التجارة بين اليمن والبلدان العربيه .
- تقديم المشورة الفنيه والخبرات اللازمة لانشاء المشروعات وتكوين الشركات.

## وصلات ذات صلة
- "البنك اليمني للإنشاء والتعمير".